# 수소화

촉매 표면 예를 들어 니켈 또는 백금에서 C=C 이중 결합의 수소화 단계
(1) 반응물이 촉매 표면에 흡착되어 H_{2}가 해리된다.
(2) H 원자는 C 원자에 결합한다. 다른 C 원자는 여전히 표면에 붙어 있다.
(3) 두 번째 C 원자는 H 원자와 결합한다. 분자는 표면을 이탈한다.

수소화(水素化, 영어: hydrogenation)는 일반적으로 니켈, 팔라듐, 백금과 같은 촉매의 존재 하에 수소 분자(H2)와 다른 화합물 또는 원소 간의 화학 반응이다. 수소화는 일반적으로 유기 화합물을 환원시키거나 포화시키는 데 사용된다. 수소화는 일반적으로 분자, 종종 알켄에 수소 원자 쌍을 첨가시킨다. 이러한 반응에는 촉매가 필요하다. 비촉매 수소화는 매우 높은 온도에서만 일어난다. 수소화는 탄화수소의 이중 결합 및 삼중 결합을 환원시킨다.
19세기 말, 프랑스의 화학자 폴 사바티에(Paul Sabatier)가 고온에서 유기물에 수소를 혼합하는 수소화 기법을 개발했다.

## 같이 보기
- 탈수소화
- 수소화 탈황
- 트랜스 지방